# Liste von Persönlichkeiten aus Massagno
Diese Liste enthält in Massagno im Kanton Tessin geborene Persönlichkeiten und solche, die in Massagno ihren Wirkungskreis hatten, ohne dort geboren zu sein. Die Liste erhebt keinen Anspruch auf Vollständigkeit.

## Persönlichkeiten
(Sortierung nach Geburtsjahr)
- Familie Stazio. [1]

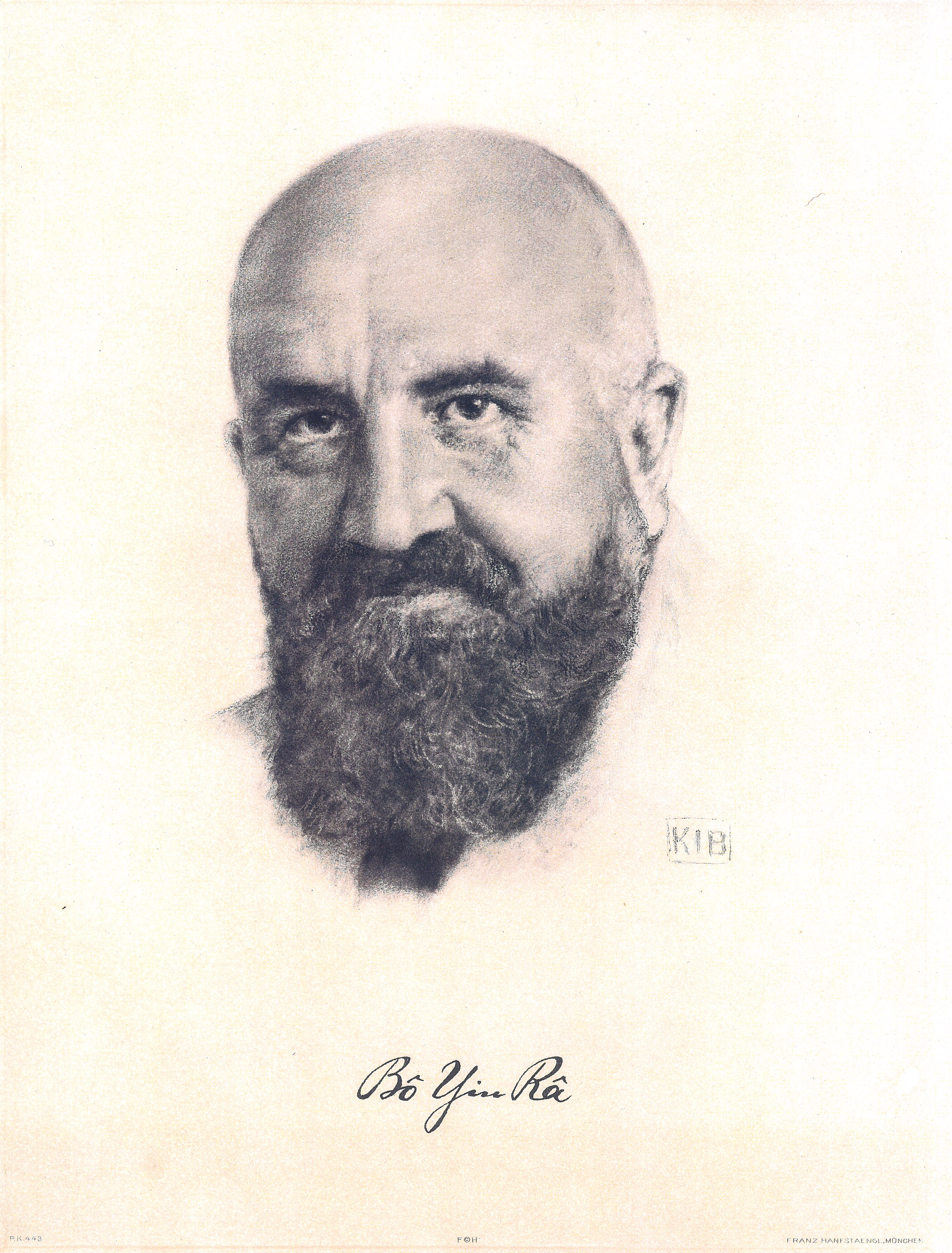
Joseph Anton Schneiderfranken oder Bô Yin Râ (1920), Kupferstich von K.I. Boehringer (1863–1940)

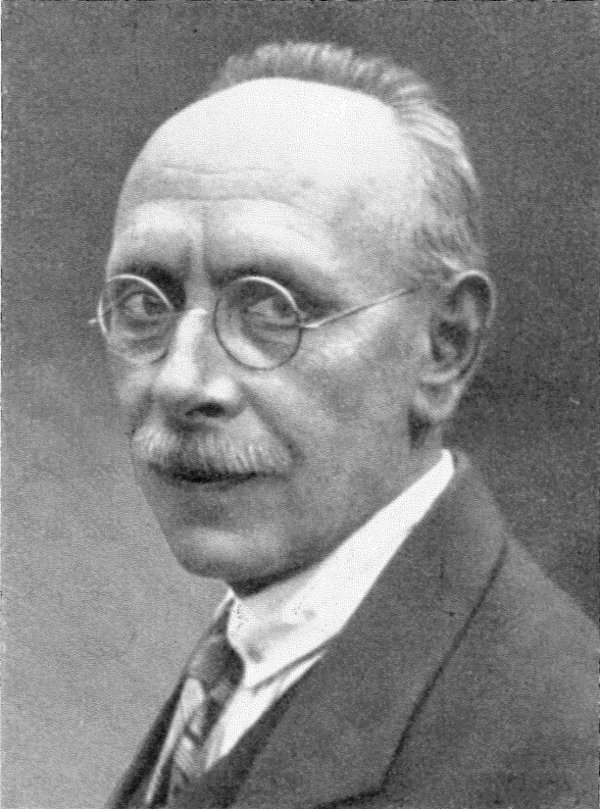
Adolf Saager

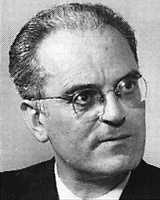
Giuseppe Lepori

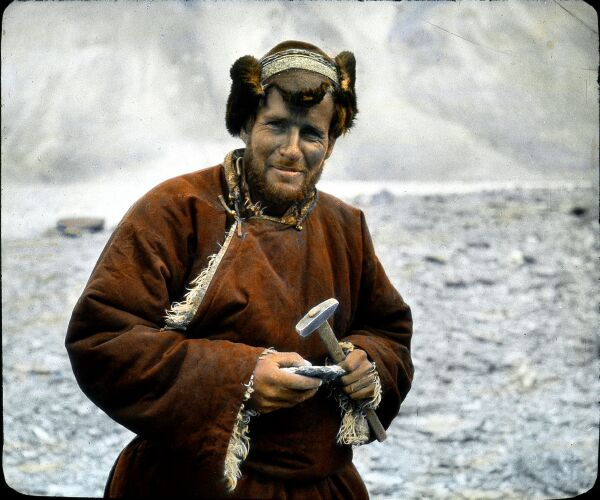
Augusto Gansser (1936)

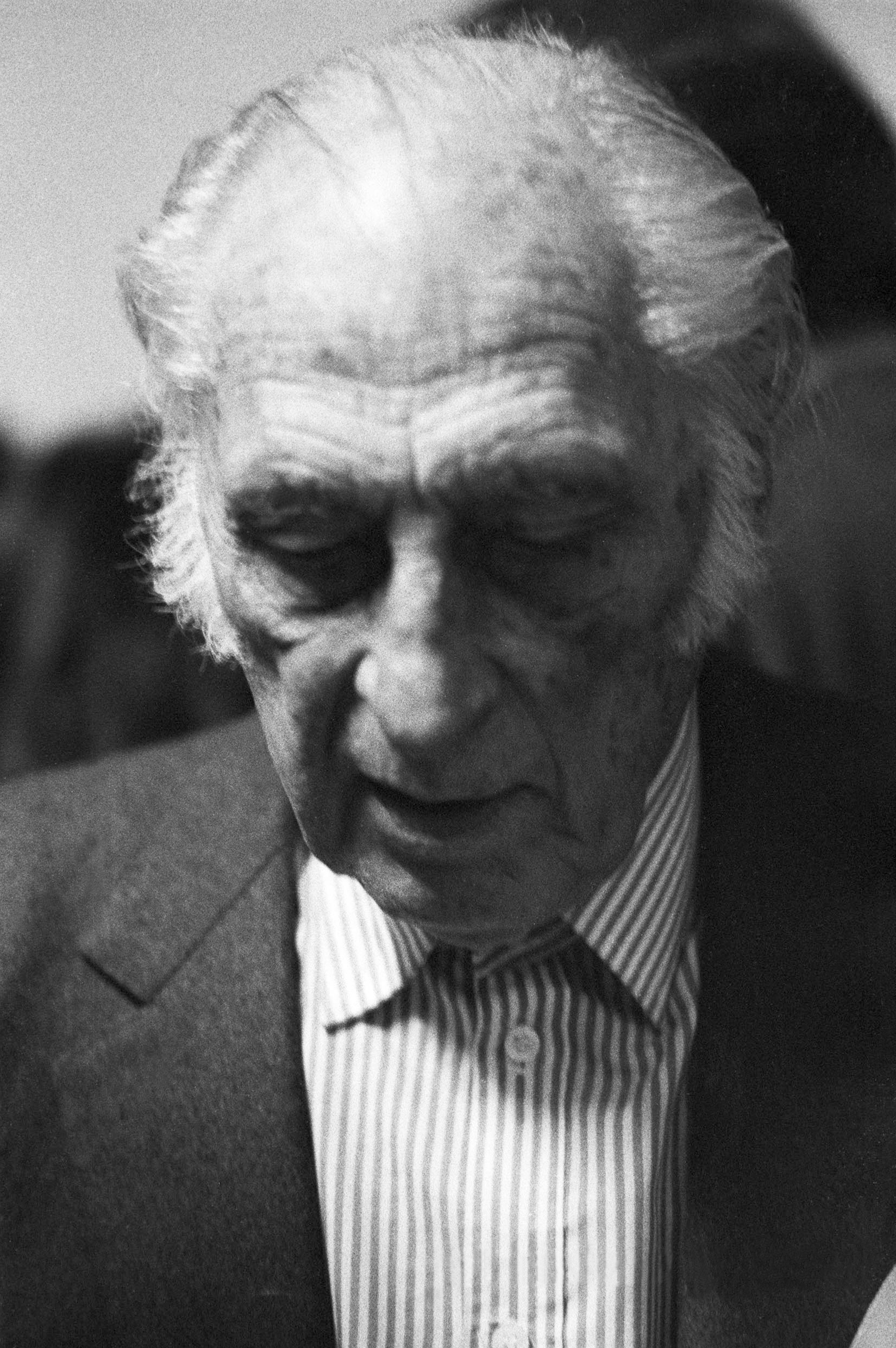
Hans Ruesch, 1993

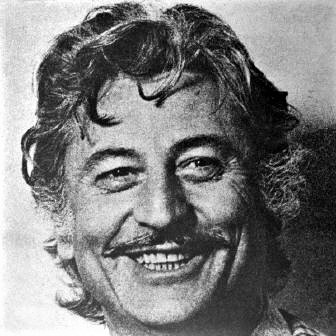
Pietro Salati

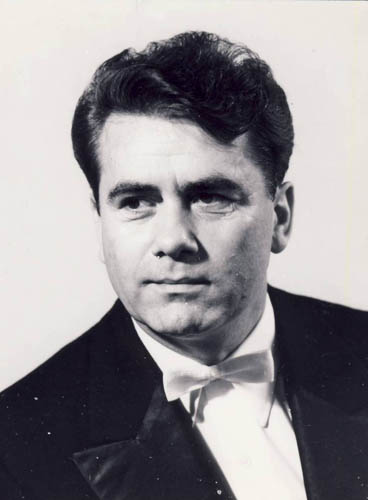
Marin Constantin

  - Giacomolo Stazio (* um 1320 in Massagno; † vor 1375 ebenda), Stammvater der Familie[1]
  - Giovanni Stazio (* um 1530 in Massagno; † 1595 in Pilsen ?), Architekt in Pilsen. Das Pilsener Rathaus wurde von ihm in den Jahren 1554–1559 im Renaissancestil erbaut.
  - Battista Stazio (* um 1575 in Massagno; † nach 1621 ebenda), Stuckkünstler, er verpflichtet sich 1621, in der Pfarrkirche San Giovanni Battista von Sonvico die Rosenkranzkapelle zu erstellen; er war tätig 1596 in Lugano[1]
  - Bernardo Stazio (* um 1580 in Massagno; † 13. März 1644 in Venedig), Stuckkünstler, er machte ein Vermächtnis zu Gunsten von Kirche Santa Lucia und stiftete die Kaplanei von Massagno, dann testierte die zum Bau der Kirche und des Kapuzinerklosters Santa Trinità in Lugano nötige Summe[1]
  - Bartolomeo Stazio (* um 1610 in Massagno; † nach 1653 in Venedig), Neffe des Bernardo, er wurde 1653 gegen Bezahlung von 100000 Dukaten in den Adel von Venedig aufgenommen[1]
  - Domenico Stazio (* um 1620 in Massagno; † 1685 ebenda), Priester, Propst von Agno, Dekan von Lugano[1]
  - Bernardino Stazio (* um 1655 in Massagno; † nach 1717 in Venedig), er vermachte den grössten Teil seines Vermögens dem Spital von Venedig und testierte eine Summe zugunsten der Pfarrkirche Santa Lucia von Massagno[1]
  - Abbondio Stazio (* 1663 in Massagno; † 12. August 1757 in Venedig), Stuckkünstler tätig in den Kathedralen von Udine und Bassano del Grappa; er schuf mit seinen Schüler Carpoforo Mazzetti-Tencalla Stukkaturen im Albrizzi-Palast in Venedig, im grossen Saale des Laezze Palastes in Biagio di Cavallo (Treviso), im Handschriftensaal in der Biblioteca Marciana und im Palazzo Barbaro a San Vidal in Venedig[2][1][3]

- Carlo Antonio Bernasconi (1714–1767), Ingenieur, Architekt in Toledo und Madrid
- Maria Fraschina (* 27. Juni 1781 in Cremona; † 21. Juni 1871 in Massagno), Gräfin, Freundin der italienischen Flüchtlingen in Tessin wie Giuseppe Mazzini[4]
- Giovanni Fraschina (* um 1800 in Massagno; † 14. Dezember 1864 bei Cremona), Advokat, Journalist, Verfasser, Direktor des Zeitungs  Popolino,[5] am 16. September 1854 wurde er in Lugano auf der Piazza della Riforma überfallen und geschlagen[6]
- Enrico Bignami (* 3. Dezember 1844 in Lodi (Lombardei); † 13. Oktober 1921 in Massagno), Politiker, Publizist[7]
- Antonio Battaglini (1845–1923), Anwalt, Notar, radikaler Tessiner Grossrat; Mitglied der provisorische Regierung und des Verfassungsrats, Ständerat; Staatsrat
- Giovanni Battista Gianola (* 7. November 1850 in Bissone; † 12. April 1914 in Massagno), Priester, Pfarrer von San Fedele Intelvi, Journalist der Zeitung Il Credente Cattolico, Dozent am Lyzeum von Lugano[8]
- Giuseppe Balestra (* 1865 in Massagno; † 1829 ebenda), Ingenieur tätig in Buenos Aires[9]
- Bô Yin Râ (1876–1943), Schriftsteller, Maler
- Pietro Ferrari (* 20. November 1876 in Arzo; † 24. Januar 1937 in Massagno), Lehrer, Gründer der Fondazione Docenti Ticinesi, Direktor der Zeitung Popolo e Libertà, Tessiner Grossrat[10]
- Adolf Saager (1879–1949), Schriftsteller, Journalist, Übersetzer
- Vittore Frigerio (1885–1961), Journalist, Direktor der Tageszeitung Corriere del Ticino, Schriftsteller
- Francesco Masina (* 19. November 1886 in Caslano; † 15. September 1966 in Sorengo), Präsident der Tessiner christlich-sozialen Organisation (OCST), Bürgermeister von Muzzano, Gemeinde- und Munizipalrat von Massagno, Tessiner Grossrat und Nationalrat[11]
- Ewanghelos Angelo Barvas (* 25. März 1891 in Alexandria; † 8. März 1964 in Massagno), Musiker, Dirigent, Musikkritiker[12]
- Giacomo Alberti (1896–1973), aus Bedigliora, Schweizer Architekt
- Giovanni Molteni (* 30. August 1898 in Cantù; † 12. Juni 1990 in Sorengo), Maler, Aquarellist, ab 1959 lebte er in Massagno[13][14][15]
- Battista (Tita) Pozzi (* 1. Juni 1902 in Cadepiano-Barbengo; † 19. Mai 1958 in Massagno), Maler, Xylograf, Restaurator tätig in der Kirchen von Airolo, Purasca und Bogno[16][17]
- Giuseppe Lepori (1902–1968), Politiker, Journalist, Rechtsanwalt, Bundesrat
- Augusto Gansser (1910–2012), Geologe
- Anita Zarro-Pelloni (* 10. Dezember 1913 in Soazza; † 12. Juni 2007 in Griechenland), Wohltäterin, ehemalige Dirigentin der Fondazione Soldati aus Neggio und der Fondazione Lucia Solari aus Lugano und der Fondazione Lucia Solari aus Lugano[18][19]
- Hans Ruesch (1913–2007), Rennfahrer, Schriftsteller
- Idea Canonica Lommi (* 22. Juni 1913 in Capriasca; † 31. Januar 2008 in Massagno), Politikerin[20]
- Aurelio Gonzato (* 30. Dezember 1914 in Chiasso; † 11. Mai 2014 in Massagno), Maler, Mosaiker, Bildhauer schuf Grafiken, Dekoration von öffentlichen Räumen und Skulpturen[21]
- Pietro Salati (1920–1975), Maler und Grafiker, Kunstkritiker, Dozent, Direktor des Centro scolastico per le industrie artistiche (CSIA) von Lugano; er wohnte in Massagno
- Margherita Scala-Maderni (* 13. April 1920 in Melano; † 11. November 2020 Savosa), Politikerin (FDP), Mitgründerin des Movimento cantonale delle Donne liberali-radicali, Gemeindarätin von Massagno[22]
- Mario Alberti (* 1. Juni 1922 in Bedigliora; † 5. Februar 2014 in Lugano), aus Bedigliora, Postamtdirektor in Molino Nuovo, ehemaliger Mitglied und Sekretär der Fondazione Filippo Ciani, Lokalhistoriker und Genealoge, wohnte in Massagno[23]
- Franco Poretti (* 28. Januar 1923 in Massagno; † 30. Dezember 2005 in Lugano), Priester, Domherr der San Lorenzo, Dichter sehr engagiert im liturgischen Bereich und für den heiligen Gesang in Zusammenarbeit mit Luigi Cansani[24]
- Marco Bagutti (* 1924 in Rovio ?; † 14. April 2021 in Massagno), Turnlehrer im Lyzeum von Lugano, Oberstleutnant der Schweizer Armee, Am 7. Juli 1953 beschloss der Schweizer Bundesrat, eine Schweizer Delegation in neutraler Mission in Korea einzusetzen. Unter den Tessiner Offizieren, die nach Korea geschickt wurden, war Marco Bagutti, der 1954 diente[25]
- Marin Constantin (1925–2011), Musiker, Komponist
- Mario P. Grassi (* 21. März 1929 in Zürich; † 26. Dezember 2001 in Massagno), Gemeindepräsident von Massagno, Nationalrat; Vizepräsident der SRG SSR, Grossoffizier des Malteserordens, ehemaliger Präsident des Rotary Club Luganos[26][27]
- Massimo Cavalli (1930–2017), Kunstmaler, Stecher aus Verscio
- Alberto Lepori (1930), Jurist, Politiker, Tessiner Grossrat, Tessiner Staatsrat, und Patrizier aus Lopagno (Capriasca)
- Luciano Gatti (* 21. August 1933 in Parma), Chordirigent, er studierte unter Ubaldo Ferrari in Parma, unter Alfio Inselmini und Fred Rogosin in Lugano. Seit 1968 dirigiert er den Chor von Massagno. Er komponierte den Canto degli Scalatori und La Ballata in paese[28]
- Arno Hofmann (1934–2008), Lehrer, Wanderer, Publizist, Autor: Tessin. Rundwanderungen in der Tessiner Landschaft (Schweizer Wanderbuch) Taschenbuch 1989[29][30]; er wohnte in Massagno
- Francesco Vicari (1935), (Herkunstort Caslano), Militär, Divisionär, ehemaliger Kommandant Territorialdivision 9, Ehrenpräsident der Associazione degli ufficiali del Foyer Bedretto; er wohnt in Massagno
- Carlo Isotta (* 31. Juli 1937 in Massagno; † 16. März 2019 ebenda), Sohn des Professors Aristide aus Sagno, er studierte am Lehereseminar von Locarno, Lehrer 1957 unterrichtete in Porza und Massagno, Rektor der Scuola di Avviamento commerciale in Lugano, Major der Schweizer Armee[31]
- Erminio Brignoni (* 16. Juni 1940 in Breno TI; † 9. November 2015 in Lugano), Politiker, Vizepräsident der Gemeinde Massagno[32]
- Fausto De Marchi (* 1940 in Sorengo), aus Astano, Sohn des Giulio, 1964 Ingenieur der ETH Zürich, 1964–1971 Forscher an der Firma Contraves Ag in Zürich, Redaktor der Rivista militare della Svizzera Italiana[33]
- Renzo Respini (* 2. Juli 1944 in Sorengo), Rechtsanwalt, Politiker, Tessiner Staatsrat, Ständerat[34]; er wohnt in Massagno[35]
- Francesco Giambonini genannt Giangio (* 19. April 1945 in Lugano; † 15. März 2011 ebenda), aus Gandria, Dozent im Lyzeum von Lugano, Autor, Literaturkritiker, wohnte in Massagno[36]
- Marina Pozzi (* 23. Mai 1945 in Massagno) (Bürgerort Barbengo), Malerin, Zeichnerin, Lytografin[37]
- Carlo Tosi (* um 1946), aus Aranno, Oberarzt, Neurologe, ehemaliger Chefarzt in der Ente Ospedaliero Cantonale (EOC) von Lugano, Mitgründer der Fondazione per lo studio delle malattie neurodegenerative delle persone adulte e dell’anziano; wohnt in Massagno[38], Präsident der Associazione Amici di Padre Mantovani
- Jean-Marc Bühler (* 30. August 1949 in Sorengo), Zeichenlehrer, Grafiker und Maler schuf Collagen und Medaillen[39]
- Bruno Beyeler (* 1952 in Massagno; † 25. Mai 2019 ebenda), Fussballspieler und Vizepräsident des FC Lugano[40]
- Beniamino Vicari (* 5. Februar 1975 in Sorengo; † 3. Juli 2015 in Massagno), Sohn des Francesco, Zollbeamter in Chiasso, Politiker (Christlichdemokratische Volkspartei) (CVP), ehemaliger Präsident der Gemeinderat von Chiasso, 2012–2014 Vizepräsident der Lepontia cantonale; er wohnte in Massagno